# 陭子県
陭子県（いし-けん）は中華人民共和国山西省にかつて存在した県。現在の臨汾市安沢県南東部に相当する。
前漢により設置され、南北朝時代、北魏により廃止された。